# Landsverk L-185
El Landsverk L-185 fue un automóvil blindado sueco, desarrollado por AB Landsverk en 1933. El L-185 no fue utilizado por el ejército sueco. En 1934, un L-185 modificado, construido sobre un chasis Fordson 4x4, fue vendido a Dinamarca, siendo 2,5 toneladas más pesado que el original y fue suministrado al Cuerpo Técnico del Ejército danés, con la designación danesa FP-6. Tras una avería del motor en 1937, el L-185 fue relegado a la función de entrenamiento en 1939.